# Aleksey Innokentyevich Antonov
Aleksey Innokent'evich Antonovⓘ (tiếng Nga: Алексе́й Инноке́нтьевич Анто́нов; 1896-1962) là một Đại tướng trong Hồng quân Liên Xô, tổng tham mưu trưởng Lực lượng vũ trang Liên Xô vào giai đoạn kết thúc Chiến tranh Vệ quốc Vĩ đại, được tặng thưởng Huân chương Chiến thắng Liên Xô vì công lao đã hoạch định các chiến dịch chiến đấu và phối hợp hành động của các mặt trận (người duy nhất tại thời điểm được trao huân chương Chiến thắng không mang hàm nguyên soái và danh hiệu Anh hùng Liên Xô trong số các công dân Liên Xô được thưởng huân chương Chiến thắng Liên Xô).

## Tiểu sử
Ông sinh ngày 15 tháng 9 năm 1896 tại Grodno (Belorussia) trong một gia đình có cha làm sĩ quan pháo binh trong quân đội Nga hoàng. Cha ông là Innokenti Alekseevich Antonov, là đại tá lữ đoàn trưởng, theo Đạo chính thống, thuộc một gia đình dòng dõi quý tộc Nga. Mẹ là Teresa Ksaverevna Antonova theo Cơ đốc giáo, cũng thuộc một gia đình quý tộc. Ông nội A.I. Antonov cũng là sĩ quan trong quân đội Nga hoàng. A.I. Antonov lại được sinh ra và lớn lên trong khung cảnh đẹp tuyệt vời của vùng Grodno, từ bé đã mang trong lòng tình yêu thiên nhiên, cây cỏ và các sinh vật sống. Nên đã ước mơ khi lớn sẽ trở thành một nhà kiểm lâm, cho đến những năm cuối đời, A.I. Antonov vẫn giữ trong lòng mình tình yêu thiên nhiên, đặc biệt là với rừng, ước mơ của mình thời thơ ấu. A.I. Antonov cũng rất ham học hỏi, lại có được truyền thống gia đình nên bản thân cũng có cá tính rất mạnh mẽ. Năm 1915-1916 A.I. Antonov vào học tại trường trung học Petrograd số 1. Đầu năm 1916, vào học Đại học Lâm nghiệp ở Petrograd, ngay sau đó vì đất nước có chiến tranh nên đã chuyển vào học trường quân sự Pavlovsk để tham gia quân đội. Sau khi tốt nghiệp, A.I. Antonov ra mặt trận, tham gia Chiến tranh thế giới thứ nhất với cấp bậc trung úy. Năm 1918, chiến tranh kết thúc, ông xuất ngũ rồi trở về làm việc ở ủy ban lương thực Petrograd. Năm 1919, A.I. Antonov tham gia Hồng Quân.

## Sự nghiệp
Sự nghiệp của Antonov nổi bật ở vị trí chỉ huy trong Hồng quân Liên Xô. Vào tháng 4 năm 1919 gia nhập Hồng Quân, tham gia vào cuộc nội chiến trên mặt trận phía Nam ở vị trí của tham mưu trưởng lữ đoàn. Sau khi kết thúc nội chiến, ông đã thăng từ tham mưu trưởng lữ đoàn đến tham mưu trưởng Quân khu. Antonov tốt nghiệp Học viện Quân sự Frunze năm 1931, ở lại công tác tại Học viện (năm 1933). Tháng mười năm 1936, vào học ở Học viện Bộ Tổng tham mưu của Hồng Quân. Trong số những sinh viên đầu tiên của trường này có những người nổi tiếng là Vasilevsky, Govorov, Bagramian và Vatutin.
Sau đó ông trở thành giảng viên tại Học viên quân sự Frunze (năm 1938-1940). Giữ chức vụ phó trưởng bộ môn chiến thuật của Học viện. Trong tháng 2 năm 1940 ông được trao danh hiệu giáo sư, và vào tháng 6 năm đó - phong cấp Thiếu tướng. Trong tháng 3 năm 1941, Antonov đã được bổ nhiệm Phó Tham mưu trưởng của Quân khu đặc biệt Kiev.
Tháng 6 năm 1941, chiến tranh giữ nước vĩ đại nổ ra, Antonov được bổ nhiệm làm Tham mưu trưởng Phương diện quân Nam, tham gia chiến dịch phòng thủ Rostov, thời gian này, quân của Phương diện quân tiến hành một cuộc chiến phòng thủ mạnh, đẩy lùi quân Đức ra cách xa thành phố 60 – 80 km. Đối với hành động thành công trong chiến dịch Rostov, Antonov đã được tặng thưởng Huân chương Cờ đỏ, và được thăng quân hàm trung tướng.
Từ tháng 7 năm 1942, Antonov là Tham mưu trưởng Phương diện quân Bắc Kavkaz và Ngoại Kavkaz của Hồng Quân. Quân của các Phương diện quân nơi Antonov làm Tham mưu trưởng, cho thấy sức đề kháng cao độ, đã ngăn chặn không cho đối phương nắm lấy bờ Biển Đen và đột phá vào Kavkaz. Đối với sự linh hoạt và có khả năng lãnh đạo quân đội, Antonov đã được trao tặng Huân chương Cờ đỏ thứ hai.
Tháng 12 năm 1942, được sự giới thiệu của Vasilevsky ông được bổ nhiệm làm Phó Tổng tham mưu trưởng Hồng Quân kiêm Cục trưởng Cục tác chiến. Tuy nhiên lúc đầu A.I. Antonov chưa giành được sự tin tưởng của Stalin nên đã nhanh chóng trở lại mặt trận phụ trách quân đoàn bộ binh độc lập 18, trực tiếp tham gia các Chiến dịch Ostrogozhsk-Rossosh và Voronezh-Kastornoye ở mặt trận phía nam. Tuy không có ưu thế cơ động nhanh hỏa lực mạnh như các đơn vị thiết giáp nhưng quân đoàn bộ binh độc lập 18 đã hoạt động hết sức tích cực, khéo léo bao vây, chia cắt tiêu diệt các đơn vị địch. Di chuyển rất linh hoạt phối hợp với các đơn vị xe tăng và bộ binh cơ giới của Hồng Quân hoàn thành xuất sắc mục tiêu đánh sập các đơn vị quân Đức ở thương lưu Sông Đông. Thành tích của quân đoàn bộ binh độc lập 18 rất ấn tượng nên Stalin đã giao cho Antonov làm đại diện Đại bản doanh ở Kursk và không lâu sau đó trở lại làm việc tại Bộ tổng tham mưu.
Chiến dịch quy mô lớn đầu tiên Antonov đã trực tiếp tham gia lập kế hoạch là Trận Kursk. Bộ tổng tham mưu chủ trương phòng thủ chặt chẽ ở Kursk, thiết lập một tuyến phòng thủ không thể vượt qua đối với quân Đức đang chuẩn bị tấn công. Chờ đợi các đòn đánh trước của quân Đức, và nhử địch rơi vào bẫy. Sau đó phản công để đẩy lùi quân Đức trên toàn tuyến. Kết quả là, Hồng Quân gây ra một tổn thất nặng nề mà từ đó Đức Quốc xã đã không còn có thể hồi phục. Trận Kursk là cái mốc thứ 2 đánh dấu sự sụp đổ hoàn toàn của quân đội phát-xít Đức.
Cột mốc quan trọng thứ 2 trong sự nghiệp của Antonov là chiến dịch giải phóng Belorussia (Chiến dịch Bagration). Theo kế hoạch của Antonov và Bộ tổng tham mưu, việc bố trí các đơn vị Hồng Quân trên hướng trung tâm mặt trận Xô - Đức đã được tiến hành rất bí mật, tạo được ưu thế hơn hẳn trên các hướng chủ yếu và bất ngờ bởi công tác nghi binh khiến địch hoàn toàn choáng váng khi bắt đầu công kích. Kết quả là Hồng Quân đã chọc thủng phòng tuyến của địch, vào sâu tới 550–600 km, giải phóng hoàn toàn Belorussia và tiến tới biên giới Đông Phổ. Thành tích xuất sắc trong chiến dịch đã khiến Antonov được tặng thưởng Huân chương Suvorov hạng Nhất.
Giữa năm 1944, Antonov còn đứng đầu phái đoàn quân sự Liên Xô phụ tá cho Stalin tại hội nghị 3 cường quốc Liên Xô, Anh, Mỹ diễn ra tại Yalta, bàn về việc phối hợp hoạt động quân đồng minh tiêu diệt các lực lượng vũ trang của phát-xít Đức, trong đó có việc phối hợp hoạt động đường không. Việc này đã dẫn tới cuộc không kích Dresden nổi tiếng. Hội nghị Yalta còn bàn việc phân chia ảnh hưởng giữa các cường quốc sau chiến tranh.
Tháng 2 năm 1945, Antonov được tặng thưởng Huân chương Lenin, cùng thời gian đó Nguyên soái Vasilevsky được bổ nhiệm làm tư lệnh Phương diện quân Belorussia 3,Antonov được bổ nhiệm thay Vasilevsky làm Tổng tham mưu trưởng ông đã trực tiếp chỉ đạo lập kế hoạch cho các cuộc tiến đánh của Hồng Quân trên các tuyến cuối cùng của châu Âu trước khi tiến vào đất Đức.
Chiến dịch công phá Berlin của Hồng Quân được Bộ tổng tham mưu chuẩn bị rất kỹ lưỡng. Ba phương diện quân tiến đánh Berlin được sự yểm trợ rất mạnh bởi 2 cánh quân khác chặn đánh quân Đức ở Áo, Hungary và Đông Phổ, khiến Bộ chỉ huy phát - xít Đức không thể tiến hành phản kích từ 2 bên. Kết quả, mặt trận Berlin sụp đổ và Hồng Quân đã chiếm Berlin sau 16 ngày. Vì những thành tích xuất sắc ở Châu Âu, ngày 4 tháng 6 năm 1945, Antonov được tặng thưởng huân chương tối cao, Huân chương chiến thắng.
Chiến tranh Châu Âu kết thúc, Antonov được chọn làm phát ngôn viên chính tại Potsdam. Hồng Quân chuẩn bị đánh Nhật ở Châu Á, Antonov lại cùng Bộ Tổng tham mưu lập kế hoạch cho 3 phương diện quân tác chiến ở Viễn đông, bằng lối đánh cơ động thần tốc, sử dụng mạnh mẽ và hiệu quả các lực lượng thiết giáp và không quân, đạo Quân Quan đông (đạo quân chủ lực của Nhật) gồm 1,2 triệu tên đóng ở đông bắc Mãn Châu đã bị đánh tan chỉ trong vòng 3 tuần lễ, quân đội Liên Xô còn đổ bộ vào nam đảo Sakhalin, miền bắc Triều Tiên và 4 đảo Kuril của Nhật, góp phần quyết định buộc phát - xít Nhật đầu hàng vô điều kiện, kết thúc chiến tranh thế giới. Chiến dịch Mãn Châu là một trong những chiến dịch kiệt xuất nhất của Hồng Quân trong chiến tranh.
Sau chiến tranh Antonov trở thành Phó Tư lệnh rồi Tư lệnh Quân khu Ngoại Kavkaz. Năm 1955, ông được chọn làm Tổng tham mưu trưởng của Khối quân sự Hiệp ước Warszawa. Ông giữ chức vụ này cho đến khi qua đời ngày 18 tháng 6 năm 1962.

## Tặng thưởng và vinh danh
A.I. Antonov nhận được rất nhiều phần thưởng trong nước và nước ngoài, trong đó có
- Huân chương chiến thắng
- Ba huân chương Lenin
- Bốn Huân chương cờ đỏ
- Huân chương Suvorov hạng nhất
- Huân chương Kutuzov hạng nhất
- Huân chương chiến tranh giữ nước hạng nhất
- Các phần thưởng của nước ngoài bao gồm:
  - Huân chương Hiệp sĩ của Ba Lan
  - Huân chương Sư tử trắng của Tiệp Khắc
  - Huân chương Sao đỏ của Nam Tư
  - Huân chương Cờ đỏ của Mông Cổ

Và nhiều phần thưởng khác.
Trong bộ phim sử thi Giải phóng (1968 - 1972) của đạo diễn Yuri Ozerov, hình ảnh rực rỡ của Đại tướng A.I. Antonov thể hiện rất đẹp trên màn ảnh bởi nghệ sĩ nhân dân Liên Xô Vladislav Strzhelchik.

## Tính cách và đánh giá
Antonov là người khiêm tốn và giản dị, nếu không có chiến tranh, chưa biết chừng ông sẽ trở thành nhân viên kiểm lâm như mơ ước thời còn nhỏ. Trong quân đội, ông được đánh giá là một chỉ huy thông thái, dũng cảm, kiên quyết nhưng cũng rất thận trọng. Antonov trên thực tế đã giữ chức Tổng tham mưu trưởng từ mùa xuân năm 1943, đã phản ứng rất hay với những khó khăn phức tạp lớn nhất, giành được sự tin tưởng của Đại bản doanh. (A.M. Vasilevsky). Trong sáu năm làm việc ở Bộ tổng tham mưu, thể hiện tài năng uyên bác nhưng luôn tôn trọng cấp dưới, chưa bao giờ nổi nóng, quát tháo hay nguyền rủa ai (S.M. Stemenko). Antonov luôn có phong cách giản dị, không bao giờ thể hiện tham vọng chức tước hay địa vị cá nhân. G.K. Zhukov nhận xét Antonov là một quân nhân của nền văn hóa tuyệt vời.
Antonov kết hôn với nữ nghệ sĩ bale nổi tiếng Olga Vasiliyevna Lepeshinskaya.
Ông mất ngày 18 tháng 6 năm 1962, thi hài được an táng tại chân bức tường điện Kremli, bên Quảng trường Đỏ. Tên của ông được đặt cho một đường phố ở thủ đô Moskva. Tại thành phố quê hương Grodno, tên ông được đặt cho một trường trung học, một đường phố ở phía đông Grodno và tại ngôi nhà nơi ông sinh ra và lớn lên. Người ta đã dựng lên một bảo tàng mang tên ông với biển kỷ niệm trước cửa.